# Gösta Berg

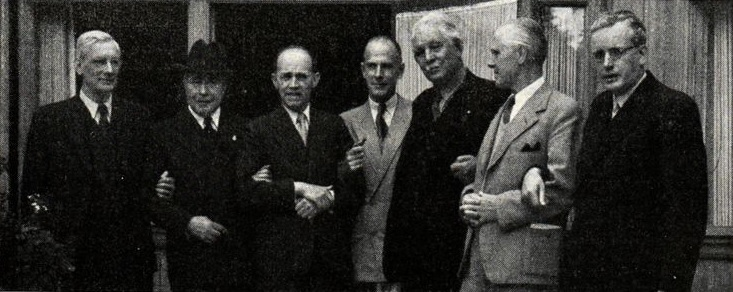
Från den internationella arkeolog- och konsthistorikerkonferensen i Visby 1945. Gösta Berg längst till höger.

Gösta Berg, född 31 juli 1903 i Örebro, död 12 mars 1993 i Katarina församling, Stockholm, var en svensk etnolog.
Han blev filosofie kandidat vid Uppsala universitet 1924, filosofie licentiat 1929 och filosofie doktor 1936 vid Stockholms högskola. Han tjänstgjorde vid Nordiska museet från 1924, som sekreterare från 1929, blev 1:e intendent och föreståndare för etnologiska undersökningarna 1935–1955, var styresman för Nordiska museet och Skansen 1956–1963, och verkställande direktör för Stiftelsen Skansen från 1964. Han tilldelades professors namn 1959.
Som kunnig genealog var han 1961 en av initiativtagarna till  en fortsatt utgivning av uppslagsverket Svenska släktkalendern och tillhörde därefter dess redaktionskommitté fram till sin död. Berg publicerade sig också flitigt och gav ut över hundra böcker och artiklar i kulturhistoriska ämnen.
Han var ledamot av Kungliga Gustav Adolfs Akademien för svensk folkkultur från 1940 och dess preses från 1968, korresponderande ledamot av Kungliga Vetenskapssamhället i Uppsala från 1958, ledamot av Vitterhetsakademien från 1959 och ledamot av Kungliga Samfundet för utgivande av handskrifter rörande Skandinaviens historia från 1960.
Gösta Berg var från 1929 gift med Gunnel Hazelius-Berg, dotter till Gunnar Hazelius och sondotter till Skansens grundare Artur Hazelius. Makarna Berg fick två barn, Jonas Berg och Ann-Sofi Topelius, och ligger begravda på Solna kyrkogård.